# Mompha albicornella
Mompha albicornella é uma espécie de mariposa do gênero Mompha pertencente à família Coleophoridae.